# Paterno (comuna)
Paterno é uma comuna italiana da região da Basilicata, província de Potenza, com cerca de 3.967 habitantes. Estende-se por uma área de 39,25 km², tendo uma densidade populacional de 102 hab/km². Faz fronteira com Marsico Nuovo, Marsicovetere, Padula (SA), Tramutola.

## Demografia
| Variação demográfica do município entre 1861 e 2011                               |
|                                                                                   |
| Fonte: Istituto Nazionale di Statistica (ISTAT) - Elaboração gráfica da Wikipedia |